# Autorretrato (Ida Botti Scifoni)
Autorretrato é uma pintura de Ida Botti Scifoni conservado na prestigiosa Galeria dos Autorretratos da Galeria Uffizi, em Florença. A obra foi doada em 1846 ao acervo da coleção por Matilde Bonaparte, sobrinha de Napoleão Bonaparte, da qual foi mestra e amiga.

## Descrição e Análise
No autorretrato executado em 1839, a pintora romana oferece ao espectador uma visão de si mesma marcada por sobriedade, delicadeza e altivez. Representada em três quartos, ela se volta com graça contida, permitindo que o rosto, serenamente iluminado, emerja do fundo neutro como epifania íntima de uma alma reflexiva. O olhar, de languidez grave e doce profundidade, detém-se sobre o observador com silêncio eloquente — um convite à contemplação mais do que à interlocução.
Sua fisionomia delicada é emoldurada por cabelos castanhos, dispostos segundo os cânones do gosto burguês e elegante do Ottocento: riscados ao centro, reúnem-se em uma trança cuidadosamente enrolada na nuca, da qual descem cascatas de cachos que tocam suavemente o rosto, como arabescos naturais de uma feminilidade pensativa e serena. A fronte ampla, os olhos escuros, os lábios cerrados e levemente arqueados compõem um semblante de quieta nobreza, onde a beleza não é ornamento, mas emanação do espírito.
O traje sóbrio e sem joias, distante de qualquer veleidade mundana, afirma uma estética da compostura e da interioridade. Sobre os ombros, contudo, repousa com suavidade orquestrada um amplo xale adornado de flores e listas nas cores branca, vermelha e verde — tecidos de lã ou seda que, como véus simbólicos, deixam entrever o pulsar patriótico de uma época em fermento. Tal xale, mais do que simples vestidura, insinua um pressentimento cromático da bandeira italiana, ainda por se fixar nos corações e nas praças, mas já viva nas imaginações sensíveis ao destino da pátria.
Nesse gesto de envolvimento silencioso, a artista parece querer inscrever-se, com recato e firmeza, no horizonte moral do Risorgimento. Seu retrato não é apenas a imagem de um rosto, mas o retrato de uma consciência, emoldurada por signos de um tempo que clama por unificação, por dignidade e por arte como forma de resistência e de permanência. Ida Botti Scifoni eterniza-se não apenas como mulher e pintora, mas como ícone sereno de uma Itália sonhada — Itália que ainda não era, mas que já palpitava nas cores do tecido, no ardor contido do olhar, na nobre discrição de uma alma patriótica.